# Coupe de France 2008/09

CdF-Wettbewerbslogo
seit der Saison 2007/08

Der Wettbewerb um die Coupe de France in der Saison 2008/09 war die 92. Ausspielung des französischen Fußballpokals für Männermannschaften. In dieser Spielzeit nahmen 7.246 Vereine aus Frankreich und seinen Übersee-Départements bzw. -territorien daran teil – über acht Prozent mehr als in der vorangegangenen Saison; damit wurde erneut ein Melderekord aufgestellt.
Titelverteidiger war Olympique Lyon, der diesmal im Achtelfinale ausschied. Erstmals in der Geschichte des Wettbewerbs fand ein rein bretonisches Endspiel statt, das Zweitligist En Avant Guingamp bei seiner zweiten Finalteilnahme nach 1997 für sich entscheiden konnte. Die Elf aus dem 8.000-Einwohner-Städtchen Guingamp war überhaupt erst die zweite unterklassige seit Einführung des Professionalismus (1932), die den Pokal mit nach Hause nehmen konnte. Für Gegner Stade Rennes war es 38 Jahre nach seinem zweiten Pokalgewinn wieder gelungen, bis ins Endspiel vorzustoßen, und verlor sein fünftes Finale.
Nach Abschluss der von den regionalen Untergliederungen des Landesverbands FFF organisierten Qualifikationsrunden griffen im Zweiunddreißigstelfinale auch die Erstligisten in den Wettbewerb ein. Ab dieser Runde wurde der Wettbewerb nach dem klassischen Pokalmodus ausgetragen; das heißt insbesondere, dass die jeweiligen Spielpaarungen ohne Setzlisten oder eine leistungsmäßige bzw. regionale Vorsortierung der Vereine aus sämtlichen noch im Wettbewerb befindlichen Klubs ausgelost wurden und lediglich ein Spiel ausgetragen wird, an dessen Ende ein Sieger feststehen muss (und sei es durch Verlängerung und Elfmeterschießen), der sich dann für die nächste Runde qualifiziert, während der Verlierer ausscheidet. Auch das Heimrecht wurde für jede Begegnung durch das Los ermittelt, seit 2003/04 jedoch mit der Einschränkung, dass Klubs, die gegen eine mindestens zwei Spielniveaus – nicht zu verwechseln mit Ligastufen – höher spielende Elf anzutreten haben, automatisch Heimrecht bekamen.
Dieser Wettbewerb sah eine weitere Premiere in der Geschichte der Coupe de France: Durch seinen Sieg in der Runde der besten 64 Mannschaften erreichte der nordelsässische FCE Schirrhein als erster Siebtligist (Championnat d’Excellence) überhaupt das Sechzehntelfinale. Außerdem qualifizierte sich mit der Société Sportive Jeanne d’Arc aus Le Port auf Réunion wieder einmal eine Mannschaft aus den überseeischen französischen Besitzungen für das Zweiunddreißigstelfinale, die erste Runde, an der auch die Ligue-1-Vertreter teilnehmen. Diese beiden petits poucets (als „Däumlinge“ werden solche „Davids“, die sich gegen „Goliathe“ durchsetzen, in Frankreich häufig bezeichnet) ergänzen die an Überraschungen nicht eben arme Geschichte des Pokals ebenso wie zwei weitere Amateurteams, die relativ weit vordrangen: der AF Rodez aus der semiprofessionellen dritten Liga bis ins Viertel- und die viertklassige AS Vitré bis ins Achtelfinale.

## Zweiunddreißigstelfinale
Spiele vom 2. bis 4., Nachholspiele bis 24. Januar 2009; L1, L2 bzw. D3 stehen für die Zugehörigkeit zur ersten bis dritten Liga, CFA bzw. CFA2 für die beiden landesweiten Amateurligen, DH bzw. DSR für die nächsttieferen regionalen Spielklassen („Division d’Honneur“ und „Division Supérieure Régionale“, also sechste bzw. siebte Ligenstufe).
| - FC Nantes L1 – SM Caen L1 2:2 n. V. (3:5 i. E.) - HSC Montpellier L2 – USL Dunkerque CFA 0:1 - US Saint-Omer DH – EA Guingamp L2 1:3 - Arras Football CFA2 – OGC Nizza L1 1:3 n. V. - FC Sochaux L1 – Stade Rennes L1 0:1 - OC Vannes L2 – LB Châteauroux L2 1:0 - Chamois Niort L2 – US Boulogne L2 1:2 - ES Port-la-Nouvelle DH – AF Rodez D3 0:3 - Aviron Bayonnais D3 – AS Vitré CFA 0:2 - US Eclaron-Valcourt DH – FCO Dijon L2 0:5 - ASF Andrézieux CFA – CS Sedan L2 0:2 - US Pont-de-Roide DH – GFCO Ajaccio CFA 0:1 - UJA Alfortville CFA – Le Havre AC L1 0:2 - US Concarneau CFA2 – Olympique Lyon L1 0:6 - FC Blagnac CFA2 – AS Monaco L1 0:1 - AS Évry DH – US Créteil D3 0:5 | - FC Étoile Schirrhein DSR – Clermont Foot L2 4:2 - SO Romorantin CFA – AS Nancy L1 0:0 n. V. (4:2 i. E.) - Girondins Bordeaux L1 – AS Saint-Étienne L1 0:1 - FC Toulouse L1 – FC Valenciennes L1 0:0 n. V. (5:4 i. E.) - US Alençon CFA2 – FC Lorient L1 2:2 n. V. (2:3 i. E.) - US Raon CFA – Grenoble Foot L1 0:0 n. V. (3:4 i. E.) - CS Louhans-Cuiseaux D3 – ES Troyes AC L2 0:1 n. V. - Stade Brest L2 – Olympique Croix de Savoie D3 2:2 n. V. (5:4 i. E.) - SF Sainte-Geneviève-des-Bois CFA – OSC Lille L1 0:3 - SS Jeanne d’Arc du Port DH Réunion – FC Tours L2 1:7 - Olympique Grande-Synthe DH – Calais RUFC D3 1:1 n. V. (4:2 i. E.) - FC Villefranche Beaujolais CFA – AS Orly DH 2:1 - EDS Montluçon CFA – Paris Saint-Germain L1 0:1 - RC Besançon CFA – Olympique Marseille L1 1:1 n. V. (4:5 i. E.) - AC Ajaccio L2 – AJ Auxerre L1 1:1 n. V. (3:1 i. E.) - AS Yzeure CFA – UC Le Mans L1 0:0 n. V. (4:5 i. E.) |

## Sechzehntelfinale
Spiele vom 20. bis 28. Januar 2009
| - USL Dunkerque CFA – OSC Lille L1 0:3 - Le Havre AC L1 – UC Le Mans L1 0:1 n. V. - ES Troyes AC L2 – AF Rodez D3 1:2 - FC Lorient L1 – FC Tours L2 2:1 n. V. - Stade Rennes L1 – AS Saint-Étienne L1 2:0 - US Boulogne L2 – SM Caen L1 3:1 - AC Ajaccio L2 – OC Vannes L2 2:0 - AS Monaco L1 – OGC Nizza L1 1:0 | - FC Étoile Schirrhein DSR – FC Toulouse L1 0:8 - SO Romorantin CFA – CS Sedan L2 0:0 n. V. (5:6 i. E.) - AS Vitré CFA – US Créteil D3 1:1 n. V. (9:8 i. E.) - Olympique Grande-Synthe DH – Grenoble Foot L1 1:3 - FCO Dijon L2 – FC Villefranche Beaujolais CFA 4:1 - EA Guingamp L2 – Stade Brest L2 2:0 n. V. - GFCO Ajaccio CFA – Paris Saint-Germain L1 0:3 - Olympique Lyon L1 – Olympique Marseille L1 1:0 (a) |

## Achtelfinale
Spiele am 3. und 4. März 2009
| - EA Guingamp L2 – UC Le Mans L1 1:0 - FCO Dijon L2 – Grenoble Foot L1 1:1 n. V. (2:4 i. E.) - US Boulogne L2 – FC Toulouse L1 0:2 - AF Rodez D3 – Paris Saint-Germain L1 3:1 n. V. | - AC Ajaccio L2 – AS Monaco L1 0:2 - CS Sedan L2 – AS Vitré CFA 3:0 - Stade Rennes L1 – FC Lorient L1 3:0 - OSC Lille L1 – Olympique Lyon L1 3:2 |

## Viertelfinale
Spiele am 17. und 18. März 2009
| - CS Sedan L2 – EA Guingamp L2 1:3 - FC Toulouse L1 – OSC Lille L1 1:1 n. V. (7:6 i. E.) | - Grenoble Foot L1 – AS Monaco L1 2:0 - Stade Rennes L1 – AF Rodez D3 2:0 |

## Halbfinale
Spiele am 21. bzw. 22. April 2009
| - Grenoble Foot L1 – Stade Rennes L1 0:1 | - FC Toulouse L1 – EA Guingamp L2 1:2 |

## Finale
Spiel am 9. Mai 2009 im Stade de France von Saint-Denis vor 80.056 Zuschauern
- EA Guingamp – Stade Rennes 2:1 (0:0)

### Mannschaftsaufstellungen
EA Guingamp: Guillaume Gauclin – Yves Deroff, Bakary Koné, Christian Bassila , Felipe – Lionel Mathis, Fabrice Colleau (Badara Sène, 73.), Gilson Silva (Mouritala Ogunbiyi, 70.), Wilson Oruma, Richard Soumah – Eduardo
Trainer: Victor Zvunka
Stade Rennes: Nicolas Douchez – Rod Fanni, Stéphane M’Bia, Petter Hansson , Carlos Bocanegra – Fabien Lemoine, Jérôme Leroy, Bruno Cheyrou (Jirès Kembo-Ekoko, 89.) – Romain Danzé (Mickaël Pagis, 79.), Olivier Thomert, Moussa Sow (Asamoah Gyan, 87.)
Trainer: Guy Lacombe
Schiedsrichter: Thierry Auriac (Toulouse)

### Tore
0:1 Bocanegra (69.)

1:1 Eduardo (72.)

2:1 Eduardo (83.)

### Besondere Vorkommnisse
Beide Finalisten hatten den Verband darum gebeten, bei der offiziellen Zeremonie zusätzlich zur französischen auch die bretonische Nationalhymne Bro gozh ma zadoù zu spielen; dies wurde von der FFF abgelehnt. Allerdings durften der Sänger Alan Stivell und zwei Bagadoù – aus Guingamp bzw. Cesson-Sévigné, einem Vorort von Rennes – dieses Lied und auch Tri martolod intonieren, während die Spieler den Rasen des Stade de France zum Zweck des Aufwärmens betraten. Außerdem erschien die Sportzeitung L’Équipe am Tag des Spiels zwischen Stad Roazhon und War-raok Gwengamp mit einer Titelseite auf bretonisch und nannte sich in entsprechender Übersetzung ihres Namens „Ar Skipailh“.
Die Zuschauerzahl im Finale bedeutete eine Verbesserung der bisherigen Höchstmarke des Wettbewerbs vom Mai 2007. Diese sahen die ersten Tore, die Rennes in der diesjährigen Coupe de France hinnehmen musste, nachdem Stade auf seinem Weg ins Endspiel in fünf Begegnungen – davon vier gegen andere Erstligisten – keinen einzigen Gegentreffer kassiert hatte. Und sie wurden Zeugen des erst zweiten Gewinns der Coupe de France durch eine unterklassige Mannschaft: erstmals war dies 1959 Le Havre AC gelungen.
Für zwei Spieler von EA Guingamp war dies nicht der erste Erfolg in einem Pokalfinale: Yves Deroff (1999 mit dem FC Nantes) und Lionel Mathis (2003 und 2005, jeweils mit AJ Auxerre) hatten bereits früher zur siegreichen Elf gezählt. Und auch Trainer Zvunka hatte die Coupe 1976 schon einmal gewonnen – allerdings noch als Spieler von Olympique Marseille. Als Trainer hingegen war dies sein erster Pokaltitel in seinem zweiten Endspiel, nachdem er 2004 ebenfalls einen Zweitligisten ins Finale geführt hatte, sich darin allerdings mit der LB Châteauroux geschlagen geben musste.